# 율리층군
율리층군(栗里層群, Precambrian Yuli group)은 대한민국 영남 육괴 북동부 강원특별자치도 영월군, 태백시, 경상북도 봉화군, 울진군 지역에 분포하는 선캄브리아기 고원생대의 변성퇴적암 지층이다. 원남층군, 분천화강편마암과 함께 영남 육괴 북동부의 지질을 구성하며 고선리층과 각화사층으로 구성된다. 

## 개요
영남 육괴 북동부에 분포하는 율리층군은 하부의 원남층군을 부정합으로 덮으며 과거 분천화강편마암 위에 부정합으로 퇴적된 것으로 알려졌으나 이후의 연구를 통해 분천화강편마암과 홍제사 화강암에 의해 관입당한 것으로 알려졌다. 편마암, 편암, 천매암 등 퇴적암 기원의 변성암으로 구성된다. 지질도 상으로 강원특별자치도 영월군 김삿갓면, 산솔면 지역에서 나타나기 시작해 영월군 상동읍, 태백시 태백산과 금천동 서부, 경상북도 봉화군 춘양면 북동부, 석포면, 소천면 고선리~현동역~죽미산(908 m), 울진군 금강송면 지역까지 분포한다. 울진(1963), 삼근리(1963), 장성 지질도폭(1967)에서는 율리층 또는 율리층군으로 기재하였으나 서벽리(1962) 및 춘양 지질도폭(1963)에서는 율리층군을 상부 고선리층과 하부 각화사층으로 구분하였으며 옥동 지질도폭(1966)에서는 고선리층을 흑운모 편암류와 점문운모질 규암류로 구분하였다.

### 지질시대
스즈키와 아다치(1994)는 율리층군의 편마암에서 1720±50 Ma (고원생대 스타테로스기)의 모나자이트 CHIME 연대를 보고하였다. 이용일 외(2011)는 강원특별자치도 영월군 상동읍 국도 제31호선 절개지(북위 37° 7′ 3.8″ 동경 128° 45′ 36.3″ / 북위 37.117722°  동경 128.760083° )에서 시료를 채취해 저어콘 U-Pb 연대측정을 실시하였다. 연대 범위는 2177±57 Ma~3520±55 Ma (고원생대 라이악스기~시생누대 고시생대)이고 최고 피크는 2491 Ma (고원생대 시데로스기)이며, 기존 연구 결과와 종합하여 율리층군의 퇴적시기를 약 22~20억 년(2180~2010 Ma, 고원생대 라이악스기~오로세이라기)사이로 추정하였다.
정성우(2022)는 율리층군과 율리층군을 관입한 화성암에 대해 U-Pb 연대측정을 실시하였다. 고선리층 변성암의 저어콘 연대는 1878±5.2 Ma (고원생대 오로세이라기), 각화산층의 207Pb/206Pb 연대는 1849±14 Ma (고원생대 오로세이라기)이며 율리층군을 관입한 페그마타이트의 모나자이트 연대는 1838±5 Ma (고원생대 오로세이라기)로 측정되어, 율리층군의 퇴적시기는 이 사이에 한정된다. 또한 변성 광물은 율리층군이 501~770°C의 온도 범위와 3.75 kb의 압력 하에서 변성 작용을 받았음을 지시한다.

## 영월군~봉화군

### 각화사층
각화사층(覺華寺層, Precambrian Yuil group Gakhwasa Formation)은 경상북도 봉화군 춘양면 석현리 소재 각화사에서 이름이 유래되었으며 소천면 고선리와 춘양면 석현리, 소로리의 경계를 따라 분포한다. 서벽리(1963) 및 춘양 지질도폭(1963)에 의하면 각화사층은 (황)녹회색을 띠는 녹니석편암이며 녹니석, 견운모, 흑운모, 백운모 및 약간의 사장석으로 구성된다. 지층의 주향은 대체로 북서 50~70°이나 경사는 변화가 많다.

### 고선리층
고선리층(古善里層, Precambrian Yuli group Goseonri Formation)은 봉화군 소천면 고선리를 표식지로 하여 영월군 상동읍, 태백산국립공원 남부, 석포면 대현리, 춘양면 애당리, 서벽리 산간 지역, 우구치리, 물야면 오전리, 북부 개단리 지역에 넓게 분포한다.   
서벽리 지질도폭(1963)에 의하면 영월군 상동읍, 태백산, 봉화군 석포면 대현리 북서부, 춘양면 북동부, 소천면 고선리 산간 지역에 넓게 분포하며 영월군~태백산 지역에서 조선 누층군 장산 규암층에 의해 경사 부정합으로 덮히고 봉화군 석포면 대현리에서 남-북 주향의 함백산 단층에 의해 조선 누층군 묘봉층~막골층과 단층으로 접하며 넛재 지역에서 홍제사 화강암에 의해 관입당했고 율리층군 각화사층을 정합으로 덮는다. 고선리층은 니질 기원 및 사질 기원 변성퇴적암의 호층으로 편마암류, 편암류, 혼성대로 구분되는데 편암류가 가장 넓게 분포한다.
고선리층 편마암류 부분은 봉화군 춘양면 서벽리 서부~물야면 오전리와 봉성면 우곡리~물야면 개단리~문수산(1207 m) 지역에 소규모 분포하고 주로 암회색 내지 암갈색 흑운모 편마암으로 구성되며 고선리층의 운모편암이 교대되어 형성된 것으로 추정된다. 흑운모 편마암 내에는 일반적으로 담회백색을 띠고 엽리가 잘 발달한 석영-장석편마암이 협재된다. 고선리층 혼성대는 영월군 상동읍 내덕리 지역에 소규모 출현하며 담회(백)색 준편마암과 이를 암상(巖床)으로 관입한 두께 0.5~10 m의 전기석-거정질(페그마타이트질)화강암 및 국부적으로 협재하는 운모질규암과 흑운모-석영편암 등으로 구성된다. 고선리층 편암류는 고선리층의 대부분을 차지하며 변성도가 낮은 점판암부터 백운모-녹니석편암, 백운모-석영-녹니석-홍주석편암, 흑운모-백운모-석영편암, 흑운모-백운모-홍주석편암, 변성도가 높은 석영-견운모편암, 흑운모-석영-근청석(菫靑石)편암, 근청석-견운모편암, 규선석-근청석-운모편암, 규선석-흑운모-석영편암까지 다양한 편암으로 구성된다. 태백산 정상부에는 주로 회색 천매암질암이 분포하며 박층의 흑색 점판암이 불연속적으로 협재된다.
춘양 지질도폭(1963)에 의하면 흑운모·규선석(sillimanite) 편암과 두꺼운 규암이 호층을 이루고 있는 하부와 석회암, 석영·흑운모편암, 견운모·녹니석편암으로 구성된 상부로 구분된다. 하부의 흑운모·규선석편암은 암회색을 띠고 중/조립질로 흑운모, 석영, 견운모, 규선석, 백운모, 소량의 사장석으로 구성된다. 규암은 (암)회색을 띠며 흑운모를 많이 포함한다. 상부의 석회암은 두께 20~100 m 정도로 불연속적이며 석회암 위에 두께 10 m의 흑운모·규선석편암이 있고 그 위에 두꺼운 석영·흑운모편암이 있으며 최상부에 석회암이 국부적으로 협재된 견운모·녹니석편암이 있다.  고선리층은 분천 화강편마암과 홍제사 화강암에 의해 관입당했으며 주향과 경사는 습곡 구조로 인하여 곳에 따라 다르다.

## 봉화군~울진군
봉화군~울진군 지역에서 율리층군은 소천면 면소재지(현동리)에서 죽미산(908 m), 두음리 남동부 계곡, 남회룡리, 영양군 수비면 신암리 칠보산 지역까지 분포하며 여기서 분천화강편마암에 의해 분포가 잠시 단절되었다가 울진군 금강송면 광회리에서 출현하여 통고산(1066 m), 쌍전리, 왕피리, 왕피천 지역으로 이어져 대령산(652 m), 울진군 매화면 기양리에서 분포가 종료된다. 
장성 지질도폭(1967)에 의하면 봉화군 석포면 석포리 지역에 홍제사 화강암 가운데에 지붕암(roof pendant) 형태로 분포하며 운모편암, 규암 및 주입편마암으로 구성되고 석회암이 협재되는데 이 석회암 가운데에 돌리네가 발달한다.
삼근리 지질도폭(1963)에 의하면 (암)회색 및 황회색의 편마암류 및 천매암과 회색 변성사질암의 호층으로 구성되며 하부에 두께 10~50 m의 석회암이 협재된다. 율리층군은 백운모-녹니석편암/천매암, 홍주석-백운모편암, 홍주석-흑운모편암, 홍주석-운모-녹니석편암, 백운모편암, 홍주석-근청석-백운모편암, 사질점판암으로 구성되는 변성니질암(metamorphosed argillaceous sediments) 및 운모질사암, 백운모-흑운모-사질변성퇴적암, 백운모-흑운모-규선석 변성퇴적암, 석회암, 결정질 석회암, 석회규산염암으로 구성되는 변성사질암(metamorphosed arenaceous sediments)으로 구분된다. 봉화군 소천면 현동리 일대에서는 율리층군이 이 일대에 발달하는 현동 단층대에 의해 심하게 파쇄되어 있다. 소천면 남동부 장군광산 지역에서 원남층군 장군 석회암층을 부정합으로 덮으며 조선 누층군 장산 규암층에 의해 부정합으로 덮힌다.
울진 지질도폭(1963)에 의하면 원남층군 장군 석회암층을 덮고 화강편마암에 의해 관입당했다. 규암, 암청회색 점판암, 천매암, 운모편암, 돌로마이트질 석회암 등으로 구성된다.
봉화군의 율리층군
- 봉화군 소천면 현동리 막지고개길 도로변 (이하 동일)
- 봉화군 소천면 고선리 청옥로 도로변 (이하 동일)

## 같이 보기
- 한국의 지질
- 평해층군
- 원남층군
- 분천화강편마암
- 홍제사 화강암
- 조선 누층군
- 평안 누층군
- 영월군의 지질
- 봉화군의 지질
- 울진군의 지질